# Kunst im öffentlichen Raum in Hamburg-Neugraben-Fischbek
Diese Liste von Kunst im öffentlichen Raum in Hamburg-Neugraben-Fischbek enthält dauerhaft aufgestellte Kunstwerke auf dem Gebiet des Stadtteils Neugraben-Fischbek der Freien und Hansestadt Hamburg, die sich im öffentlichen Raum befinden und von anerkannten Künstlern und Künstlerinnen geschaffen wurden. Viele dieser Kunstwerke sind durch das Programm Kunst am Bau (und dessen Folgeprogramme) gefördert oder mit öffentlichen Geldern angekauft worden, dies ist aber keine Voraussetzung für die Aufnahme. Ebenso mögen einige dieser Kunstwerke als Kulturdenkmal geschützt sein, aber auch das ist keine Voraussetzung für die Aufnahme in diese Liste.
Bauschmuck ist im Normalfall im Artikel über das Bauwerk darzustellen, und gehört nicht in diese Liste. Streetart kann Aufnahme in die Liste finden, wenn es zu dem konkreten Kunstwerk eine ausführliche Rezeption in der Kunstwissenschaft gibt und ein enzyklopädischer Artikel über die Streetart-Künstler oder -Künstlerin existiert oder vorstellbar wäre. Denkmäler, die an eine Person oder ein Ereignis erinnern, können in die Liste aufgenommen werden, wenn sie ob ihrer zumeist plastischen Gestaltung als Kunstwerk gelten können. Bei reinen Gedenktafeln ist das normalerweise nicht der Fall.
Basis der Zusammenstellung sind Datensätze der Hamburger Kulturbehörde von 2012 und 2018, eine Veröffentlichung der SAGA GWG von 2008, und verschiedene Veröffentlichungen von Kunsthistorikern zum Thema. Eine abschließende Liste von Literatur kann es nicht geben, jedoch ist für jeden Eintrag in die Liste ein konkreter Verweis auf eine amtliche Liste oder anerkannte Sekundärliteratur erforderlich.
Gestohlene oder zerstörte Kunstwerke, die ehemals in Hamburg-Neugraben-Fischbek aufgestellt waren, sind in einer separaten Liste aufgeführt.

## Legende
- Lage: Nennt die nächstgelegene Straße und, wenn vorhanden und sinnvoll, das nächstgelegene Bauwerk (mit Hausnummer) oder das umgebende Gebiet (z. B. einen Park) und gibt nötigenfalls Hinweise zur genauen Lage. Darunter werden - wenn vorhanden - auch die Geo-Koordinaten und das Wikidata-Logo als Verweis auf das Wikidata-Objekt angegeben. Die Spalte ist nach der Adresse sortierbar.
- Künstler/in: Name des Künstlers oder der Künstlerin, die das Kunstwerk geschaffen haben, verlinkt mit dem Wikipedia-Artikel zur Person. Die Spalte ist nach dem Nachnamen sortierbar.
- Beschreibung: Kurzbeschreibung des Werks, immer zuerst: Werktitel (kursiv), dann möglichst Material, Stil, Größe, Dargestelltes, Art der Förderung
- Jahr: Jahr der Fertigstellung des Kunstwerkes, wenn unbekannt dann das Jahr der Aufstellung. Hier kann nur ein einziges Jahr angegeben werden, kein Zeitraum. Weitere zeitliche Details zur Schaffung des Kunstwerkes (von–bis) können in der Beschreibung angegeben werden.
- Quelle: Kulturbehörde, SAGA, Literatur, jeweils mit Fußnote. Diese Angabe ist für eine Aufnahme in die Liste verpflichtend.
- Bild: Bild des Kunstwerks, mit Link auf Commons-Kategorie wenn vorhanden

Hinweis: Die Grundsortierung der Liste erfolgt nach der Adresse. Die Liste ist alternativ nach Künstler, Werktitel, Datierung oder Quelle sortierbar.

## Liste
| Lage                                                                                       | Künstler                                     | Beschreibung | Jahr | Quelle        | Bild |  |
| ------------------------------------------------------------------------------------------ | -------------------------------------------- | --- | ---- | ------------- | --- |  |
| Falkenbergsweg 5 Gymnasium Süderelbe, vor dem Haupteingang (Lage)                          | Edgar Augustin                               | Läufergruppe Bronzeplastik zweier schreitender Figuren, Ankauf im Programm „Kunst am Bau“                             | 1969 | Kulturbehörde | weitere Bilder |  |
| Francoper Straße 32 Grundschule Neugraben, Treppenhaus des Kreuzbaus (Lage)                | Eylert Spars                                 | Wandgestaltung Zweiteilige Arbeit, Kunst am Bau                                                                       | 1960 | Kulturbehörde | Bild gesucht Die Wikipedia wünscht sich an dieser Stelle ein Bild vom Ort mit diesen Koordinaten 53.47411 9.86488 . Motiv: Francoper Straße 32 Falls du dabei helfen möchtest, erklärt die Anleitung , wie das geht. BW      |  |
| Heidrand 5 Stadtteilschule Fischbek-Falkenberg (Lage)                                      | Rolf Goerler                                 | Fünf Mädchen auf der Bank Bronzeplastik von sitzenden Mädchen, Ankauf im Programm „Kunst am Bau“                      | 1964 | Kulturbehörde | weitere Bilder |  |
| Im Neugrabener Dorf 17 vor Wohnanlage (Lage)                                               | Karl Heinz Engelin                           | Stahlplastik SAGA oder Hanseat. Baugesellschaft?                                                                      | 1976 | Kulturbehörde | |  |
| Kleinfeld 23 An Zugang zum Hochhaus (Lage)                                                 | Siegbert Amler                               | Liegende Ruhe Abstrakte Steinskulptur aus Muschelkalk                                                                 | 1973 | Zabel         | weitere Bilder |  |
| Kleinfeld 28d Spielplatz westlich des Wohnblocks (Lage)                                    | Hans-Werner Könecke und Rainer Gualterio Anz | Zwei Kinder Bronze, Ankauf durch Wohnungsbaugenossenschaft Süderelbe                                                  | 1985 | Zabel         | weitere Bilder |  |
| Kleinfeld 86 Vor dem Gebäude (Lage)                                                        | Ursula Querner                               | Fünf Reiher Bronze, Ankauf durch Wohnungsbaugenossenschaft Süderelbe                                                  | 1965 | Zabel         | weitere Bilder |  |
| Moorlandbogen Grünanlage gegenüber Hausnummer 18 (Lage)                                    | Otto Peters                                  | Drei Sturmvögel Bronzeplastik dreier Sturmvögel im Flug, Ankauf durch SAGA                                            | 1967 | Kulturbehörde | weitere Bilder |  |
| Neumoorstück 2 Stadtteilschule Süderelbe (Lage)                                            | Elk Knaake                                   | Zwei Ringe KaB | 1979 | Kulturbehörde | weitere Bilder |  |
| Neuwiedenthaler Straße 4 Frieda-Stoppenbrink-Schule, erster Schulhof vor Verwaltung (Lage) | Michael Gawron                               | Objekt (Brunnen) KaB                                                                                                  | 1972 | Kulturbehörde | Bild gesucht Die Wikipedia wünscht sich an dieser Stelle ein Bild vom Ort mit diesen Koordinaten 53.47642 9.86465 . Motiv: Neuwiedenthaler Straße 4 Falls du dabei helfen möchtest, erklärt die Anleitung , wie das geht. BW |  |
| Petershof 13 vor Eingang zu Wohnanlage (Lage)                                              | Karl August Ohrt                             | Gespräch Bronzeplastik, Ankauf durch SAGA                                                                             | 1962 | Kulturbehörde | weitere Bilder |  |
| Scheideholzhang 7 In kleiner Grünanlage in Mitte der Straßenkehre (Lage)                   | Hans-Joachim Frielinghaus                    | Frosch und Fisch Metallskulptur, Ankauf durch die Wohnungsbaugenossenschaft Süderelbe                                 | 1997 | Zabel         | weitere Bilder |  |
| Schnuckendrift 21 Schule (Lage)                                                            | Walter Haldemann                             | Stahlbogen Stahl | 1976 | Zabel         | Bild gesucht Die Wikipedia wünscht sich an dieser Stelle ein Bild vom Ort mit diesen Koordinaten 53.467243 9.838965 . Motiv: Schnuckendrift 21 Falls du dabei helfen möchtest, erklärt die Anleitung , wie das geht. BW      |  |
| Wümmeweg 21 Grünanlage vor Wohnhaus (Lage)                                                 | Rolf Sonnemann                               | Fischotter Steinskulptur eines stehenden Fischotters, vermutlich Ankauf durch Baugenossenschaft Finkenwärder-Hoffnung | 1967 | Zabel         | weitere Bilder |  |